# Homeric (Schiff, 1922)
Die Homeric war ein 1922 in Dienst gestelltes Passagierschiff der White Star Line. Sie wurde ursprünglich für den Norddeutschen Lloyd als Columbus (auch Kolumbus geschrieben) gebaut und lief bereits 1913 vom Stapel, blieb aber aufgrund des Ersten Weltkriegs mehrere Jahre unvollendet. Nach nur zehn Jahren als Transatlantikdampfer stand die Homeric von 1932 bis 1935 vorwiegend für Kreuzfahrten im Einsatz. 1936 ging sie nach insgesamt nur 13 Dienstjahren zum Abbruch nach Schottland.

## Schiffsleben

### Kriegszeit
Vier prächtige Expressdampfer hatte der Norddeutsche Lloyd im Jahre 1913 auf dem Nordatlantik beschäftigt, daneben noch einige kombinierte Passagier- und Frachtdampfer für den normalen Dienst nach New York. Einer davon sollte auch die Columbus werden, eigentlich ein wenig zu groß für diesen zweitrangigen Dienst. Gute Erfahrungen hatte die Reederei aber mit dem Dampfer George Washington gemacht, einem 25.000-Tonner mit einer ökonomischen Geschwindigkeit von 18 Knoten, der sich in dem gegenüber dem Expressdienst etwas langsameren Service nach New York außerordentlich gut bewährt hatte.

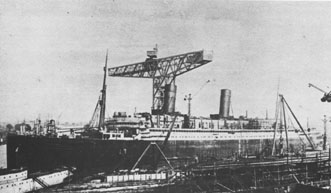
Columbus während des Ausbaus

Das gab den Anstoß, der Schichau-Werft in Danzig den Auftrag zum Bau von zwei großen Schiffen mit ökonomischer Geschwindigkeit zu erteilen. Das erste dieser Schiffe wurde am 17. Dezember 1913 auf den Namen Columbus getauft. Bei Kriegsausbruch im August 1914 war das Schiff etwa zu 80 Prozent fertig, und in diesem Bauzustand blieb es bis Kriegsende.

### Weiterbau nach dem Krieg / Columbus-Abkommen
Das noch unfertige Schiff wurde nach Kriegsende an das Vereinigte Königreich abgetreten und 1920 durch die White Star Line vom britischen Staat gekauft.
Das Schiff selbst lag nach wie vor in Danzig. Die Reederei hatte großen Bedarf an Tonnage, erstens wegen der vielen Kriegsverluste und zweitens, weil auch der Verlust der Titanic noch ausgeglichen werden musste. Der Weiterbau der Columbus auf der deutschen Werft verlief 1919 nur sehr schleppend, denn das Unternehmen und die Arbeiter legten keinen großen Arbeitseifer an den Tag für ein Schiff, von dem sie wussten, dass es dem ehemaligen Kriegsgegner in die Hände fallen würde. Inspektoren der White Star Line kamen auf die Werft in Danzig, um den Weiterbau zu überwachen. Schließlich kam es am 5. August 1921 zum sogenannten Columbus-Abkommen zwischen Deutschen und Briten. Die deutsche Regierung und der Norddeutsche Lloyd sagten zu, ihren Einfluss für eine zügige Fertigstellung des Schiffes einzusetzen und keine rechtlichen Bedenken zu erheben – Danzig gehörte inzwischen nicht mehr zum Deutschen Reich, sondern war zur Freien Stadt erklärt worden. Für diese Zusagen verzichtete die englische Seite auf die Auslieferung des Schwesterschiffs Hindenburg, das der Norddeutsche Lloyd nach der Fertigstellung unter dem Namen Columbus betrieb, und von sechs Schiffen des NDL, die den Krieg in Südamerika verbracht hatten. Es handelte sich um die ehemaligen Reichspostdampfer Seydlitz (7.942 BRT/03) und Yorck (8.901 BRT/06), die zum Río de la Plata eingesetzte Gotha (6.653 BRT/07) und die Frachter Göttingen (5.441 BRT/07), Westfalen (5.112 BRT/05) und Holstein (4.932 BRT/11).
Diese sechs Schiffe waren für den Wiederaufbau des NDL wichtiger als der langsame Riesendampfer.
Am 21. Januar 1922 lief das Schiff erstmals in Southampton ein. Kurz darauf, am 15. Februar, ging es auf Jungfernfahrt nach New York.

### Schiffsausstattung

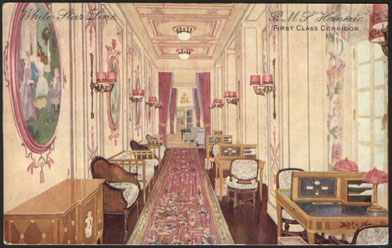
Ein Korridor im Bereich der Ersten Klasse (Postkarte von 1922)

Inzwischen war auch der Schiffsname den typischen Namen der White-Star-Schiffe angepasst und in Homeric geändert worden. Mit ihren 34.000 BRT sah die Homeric beeindruckend aus. Sie hatte fünf durchlaufende Decks, darüber das Brückendeck und das Bootsdeck mit weiteren kleineren Aufbauten darauf. 14 wasserdichte Schotten sorgten für eine gute Unterteilung des Rumpfes und mit sechs Luken und Laderäumen war ausreichend Lagerkapazität vorhanden. Die Kabinen waren gut ausgestattet und für Passagiere der 1., 2. und 3. Klasse unterteilt, von denen die 1. Klasse mittschiffs und die übrigen Passagiere weiter hinten untergebracht waren. Die meisten der Gesellschaftsräume befanden sich auf dem Brücken- und Bootsdeck.
Nach einer Überholung im Jahre 1923 konnte die Geschwindigkeit auf 19,5 Knoten gesteigert werden, womit sie zum Expressdampfer befördert werden konnte, denn ab jetzt wurde sie zusammen mit den Giganten Majestic und Olympic als Schnelldampfer der White Star Line nach New York eingesetzt. Tatsache war aber, dass das Schiff nicht für den Expressdienst gebaut worden war, und sie somit immer der langsamste unter den Schnelldampfern blieb. Ein drittes Schiff wurde aber benötigt, und ihrer Größe wegen kam dafür nur die Homeric in Frage.

### Schiffsleben
Bei ihrer Reederei und auch bei den Passagieren erwarb sie sich einen guten Ruf als zuverlässiges Schiff, bis die Weltwirtschaftskrise mit der anschließenden Rezession einsetzte und nicht mehr so viele Expressdampfer benötigt wurden. Ihre letzte Atlantiküberquerung machte sie im Januar 1932 und beschränkte sich fortan auf Kreuzfahrten. Dafür war sie wegen ihrer gut ausgestatteten Wohnräume und der wirtschaftlichen Maschinenanlage gut geeignet.
1934 erfolgte der Zusammenschluss von Cunard und White Star Line zur Cunard-White Star Line. Die Homeric unternahm bis September 1935 weiterhin Kreuzfahrten, dann wurde sie – nach nur 13 Dienstjahren – außer Dienst gestellt, aufgelegt und ab März 1936 bei Thomas W. Ward im schottischen Inverkeithing abgewrackt. Der Abbruch war bis 1938 abgeschlossen. Den Kreuzfahrtdienst der Homeric übernahm die kleinere Franconia.
Ein Teil der wertvollen Schiffseinrichtung der Homeric blieb erhalten und wurde bereits 1937 in ein neuerbautes schottisches Kino integriert. Das Gebäude befindet sich in Privatbesitz und ist nicht mehr öffentlich zugänglich, jedoch bei gelegentlichen Anlässen zur Besichtigung freigegeben.

## Das Schwesterschiff
Das Schwesterschiff, das eigentlich Hindenburg heißen sollte und kurz nach der Columbus auf Kiel gelegt worden war, übernahm später den Namen seines an das Vereinigte Königreich abgetretenen Vorgängers. Zwischen 1935 und 1939 war die neue Columbus, wenn sie in Valparaíso vor Anker lag, ein beliebter Treffpunkt von dort lebenden deutschen Auswanderern. Nach Kriegsausbruch wurde das Schiff bei dem Versuch, nach Deutschland durchzubrechen, von einem britischen Zerstörer gestellt und daher am 19. Dezember 1939 320 Seemeilen östlich von Cape Hatteras von der Besatzung selbstversenkt.